# Sociální kontrola
Sociální kontrola patří mezi mechanismy procesu socializace, které určují, co je v jednání mezi lidmi správné a žádoucí a naopak, které jednání je deviantní a je třeba jej postihovat sankcemi. Tím směřuje k odstranění nežádoucích jevů – sociálně patologických, ze společnosti. Sociální kontrola je tedy regulativní mechanismus společnosti, jehož metody se proměňují, avšak vždy slouží k udržení společenského řádu.
Sociální kontrola je jedním z nejběžnějších sociologických pojmů. Její problematika je centrální otázkou sociologie a je tudíž všudypřítomná. Celá sociologická věda vznikla z otřesu ze ztráty kontrolních mechanismů, které regulovaly po dlouhou dobu fungování archaických a tradičních společností, a tak ji v jistém smyslu můžeme pokládat za sérii úvah na téma ztracené kontroly.

## Vývoj sociální kontroly
V tradičních společnostech žil člověk na vesnicích celý život před očima ostatních důvěrně známých lidí. Průmyslová revoluce, která na jednu stranu přináší svobodu a autonomii, však znamená i ztrátu sociální kontroly. Urbanizací vytváří prostor s velmi nízkou sociální kontrolou, a tím pádem i ohniska sociální patologie hrozící vznikem anomie. V moderní společnosti je proto velmi důležité, aby sociální kontrola byla zvnitřněna (internalizována). Člověk se má z vlastní vůle ztotožnit s požadavky, které na něj společnost klade, a přijmout její hodnoty za své. To se děje během procesu socializace. Bez sociální kontroly nemůže existovat žádná lidská skupina. Každá lidská skupina nehledě na to, jak malá je, musí vyvinout kontrolní mechanismy, pokud má fungovat a nemá se rozpadnout. Bez určité míry sociální kontroly by se lidé jen obtížně domlouvali na společných hodnotách a jen stěží by byli schopni se zapojovat do nejrůznějších forem koordinovaného úsilí.

## Formy sociální kontroly
Existují různé formy sociální kontroly. Pohybují se na škále od přímé a zjevné formy, která probíhá jako násilné donucení, až po nepřímou nebo skrytou formu, která je označována jako manipulace a jedinec si jí není vědom. Zatímco pro společnost tradiční bylo násilné donucení typické a také samotný proces socializace byl podložen nekompromisní mocí hlavy rodiny a širokými, hluboko do soukromí zasahujícími pravomocemi církevních či světských autorit, dnes se k násilí sahá teprve, když jiné mechanismy selžou. Typickým příkladem dnešní sociální kontroly je tedy taková, která na nás působí skrze reklamy, masmédia, nebo demagogickou propagandu politiků. Moderní člověk by měl být schopen rozpoznat manipulativní prvky sociální kontroly do té míry, aby oproti nim nebyl podobně bezbranný, jako byli bezbranní vůči utlačivým formám sociální kontroly lidé žijící ve společnosti tradiční.
Princip sociální kontroly funguje i v primárních skupinách, jako je například rodina. Rodiče formují své děti k poslušnosti pomocí posměšků, pomluv a výhružek. Dítě se následně přizpůsobuje chování, které je od nich vyžadováno ne kvůli strachu před trestem, ale aby se mu nikdo nevysmál.
Nejzazším a zároveň i nejstarším prostředkem sociální kontroly je fyzické násilí, jakožto prapůvodní základ veškerých politických řádů. Mezi dětmi stále funguje jako hlavní prostředek, ale vyskytuje se i v moderních demokratických státech, kde funguje jako poslední argument a sahá se k němu s větší opatrností a rozvahou než jinde. Bez policie či jiných ozbrojených sil se ale neobejde žádný stát. Toto krajní řešení nebývá používáno často, předchází mu velká řada výstrah nebo opatření, ale když tyto prostředky selžou, nezbývá nic jiného než se k násilí uchýlit. V tomto případě se jedná o politicko-právní
formu kontroly.
Další formou je kontrola ekonomická. Jelikož je fyzické násilí v moderní společnosti využíváno jako nejzazší možnost, když veškeré ostatní možnosti selžou, podmínky pro jeho reálné legální využití v běžném životě se výrazně zužují a může být použito jen ve výjimečných případech. Pro většinu lidí se tak stávají důležitější ostatní kontrolní mechanismy, které na ně mají také přímý dopad, ale mohou a jsou používány mnohem více a velmi často i efektivněji. Právě ty, které zasahují a postihují ekonomickou situaci jednotlivce, nebo i celou skupinu lidí, bývají nejúčinnější. Navíc je tyto prostředky umožněno využívat širšímu spektru lidí. Rozhodně není protizákonné projevit svůj osobní názor, a pokud řeknete do očí svému nadřízenému, co si o něm myslíte, nebudete za to právně postižitelní, nicméně většina lidí si rozmyslí říci mu do očí o svých osobních antipatiích, když ví, že by tím mohla přijít o svou současnou pozici ve firmě nebo dokonce, že by přišla o zaměstnání úplně. Proto můžeme považovat situace na pracovištích za ekonomickou sociální kontrolu, jelikož nadřízení skrze možné postihy vůči podřízeným udržují svou autoritu a tím potlačují projevy nespokojenosti či rozpadu skupiny již od možného počátku.

## Teorie
První prací, která se věnovala přímo tématu sociální kontroly, byla kniha amerického sociologa E. Rosse Social Control, která vyšla v roce 1890. Velký význam pro studium sociální kontroly měly práce etnografů analyzující, jakými způsoby udržovaly rovnováhu tzv. primitivní společnosti. Na druhé straně hrály velkou roli při výzkumu sociální kontroly negativní zkušenosti s absencí sociální kontroly
u přistěhovalců ve velkých amerických městech. Ve 20. a 30. letech 20. století se problémem sociální kontroly zabývaly studie chicagské školy. Známým teoretikem sociální kontroly je R. E. Park, vůdčí osobnost chicagské školy. Ten dělí mechanismy sociální kontroly do tří kategorií:
1) Elementární systémy tabu zakazující konání určitých činností či naopak obřady a rituály, které jsou pro členy skupiny závazné. V obou těchto případech je respektování pravidel posíleno strachem ze ztráty společenské prestiže.
2) Veřejné mínění dohlížející nad dodržováním ustavených zvyků a obyčejů a svým schválením či naopak odsouzením vytváří mocný neformální tlak na členy skupiny. Součástí tohoto mínění jsou pomluvy, které odstrašují ty, kteří by se mu chtěli protivit.
3) Instance náboženství, politiky, či práva, jejichž posláním je předepisovat žádané způsoby jednání a uvalovat sankce za jejich nerespektování. V moderní společnosti přistupuje k těmto prostředkům systematické dohlížení státu, stejně jako konformismus šířený prostředky masové komunikace.
Teorie sociální kontroly se dále pojí se jmény Jackson Toby, Walter Reckless, Travis Hirschi nebo Michael Gottfredson. Podle Travise Hirschiho dochází k delikventnímu chování tehdy, když je jedincovo připoutání ke společnosti oslabené nebo přerušené. Nejdůležitějšími čtyřmi faktory, kterými jsou podle něj jedinci ke společnosti připoutáni, jsou podle něj připoutání k ostatním, vazba na společnost, začlenění do ní a víra. Deviant je podle něj člověk, kterému chybí pocit sepětí s ostatními. F. Ivan Nye zase ve svých pracích klade velký důraz na rodinu. Podle něj není konformita
člověku dána, nýbrž mu musí být vštěpována rodiči a zajišťována sociální kontrolou. Ta podle něj může být vnitřní, přímá a nepřímá. Nejlepší zárukou dodržování hodnot je podle něj kontrola vnitřní, která je dána internalizací hodnot. Takový způsob je nejefektivnější a zároveň také nejlevnější. Na přímé kontrole se podílejí zejména rodiče, učitelé a další institucionální složky. Jedná se o vnější dohled ve smyslu prevence i sankcí ve vztahu ke konformnímu jednání. Část takových sankcí může mít neformální povahu, ale existují i instituce pro vynucování konformního jednání prostřednictvím sankcí formálních. Podle Nyeho jsou přímé kontrole ve větší míře vystavovány zejména dívky, a proto se u nich méně často vyskytuje deviantní chování. Nepřímá kontrola je podle něj taková, která se realizuje skrze citové vazby jedince k jeho blízkým, o jejichž lásku usiluje. Ve snaze udržet tyto vazby jedinec preferuje konformní chování. Dalšími pracemi na toto téma jsou například studie Harriet Wilsonové. Ta zkoumala deprivované rodiny v Birminghamu. Nalézá silné spojení mezi „laxním“ způsobem výchovy a přítomností dalších sociálních handicapů. Laxní metody výchovy podle ní mohou být důsledkem stresů z nezaměstnanosti, různých chorob členů rodiny a z podmínek permanentní chudoby. Tuto situaci podle ní nelze změnit ani výchovnými ani sankčními opatřeními.